# Mind (journal)
Mind est une revue académique trimestrielle publiée par Oxford University Press au nom de la Mind Association. Ayant jusqu'à présent publié exclusivement de la philosophie dans la tradition analytique, elle « vise désormais à faire de la qualité le seul critère de publication, sans exclure aucun domaine de la philosophie, aucun style de philosophie et aucune école de philosophie ». Son siège institutionnel est partagé entre l'Université d'Oxford et l'University College de Londres,,.

## Histoire
La revue a été fondée en 1876 par le philosophe écossais Alexander Bain (Université d'Aberdeen) avec son collègue et ancien étudiant George Croom Robertson (University College de Londres) comme rédacteur en chef. Avec la mort de Robertson en 1891, George Stout a repris la direction éditoriale et a commencé une « nouvelle série ». Dès le début, la revue s'est consacrée à la question de savoir si la psychologie pouvait être une science naturelle légitime. Dans le premier numéro, Robertson écrit :
« Now, if there were a journal that set itself to record all advances in psychology, and gave encouragement to special researches by its readiness to publish them, the uncertainty hanging over the subject could hardly fail to be dispelled. Either psychology would in time pass with general consent into the company of the sciences, or the hollowness of its pretensions would be plainly revealed. Nothing less, in fact, is aimed at in the publication of Mind than to procure a decision of this question as to the scientific standing of psychology. »
— S’il y avait une revue qui se mettait à enregistrer toutes les avancées en psychologie, et encourageait des recherches spéciales par sa disponibilité à les publier, l’incertitude qui plane sur le sujet ne pourrait guère être dissipée. Soit la psychologie deviendrait avec le temps acceptée comme science, soit le vide de ses prétentions serait clairement révélé. La publication de Mind ne vise à rien d'autre qu'à fournir une décision à la question de la position scientifique de la psychologie. »
Tout au long du XXe siècle, la revue a été à la pointe de la publication en philosophie analytique. En 2015, sous les auspices de ses nouveaux rédacteurs en chef Lucy O'Brien (University College de Londres) et Adrian William Moore (Université d'Oxford), elle a commencé à accepter des articles de tous styles et écoles de philosophie.
De nombreux essais célèbres ont été publiés dans Mind par des personnalités telles que Charles Darwin, J. M. E. McTaggart et Noam Chomsky. Trois des plus célèbres sont sans doute « What the Tortoise Said to Achilles » de Lewis Carroll (1895), « De la dénotation » de Bertrand Russell (1905) et « Computing Machinery and Intelligence » d'Alan Turing (1950), article dans lequel est présenté le concept du test de Turing.

## Rédacteurs en chef
Les personnes suivantes ont été rédacteurs en chef :
- 1876–1891 : George Croom Robertson [7]
- 1891–1920 : George Frédéric Stout
- 1921-1947 : George Edward Moore
- 1947-1972 : Gilbert Ryle
- 1972-1984 : David Hamlyn
- 1984-1990 : Simon Blackburn
- 1990-2000 : Mark Sainsbury
- 2000–2005 : Michael Martin
- 2005-2015 : Thomas Baldwin
- 2015-présent : Adrian William Moore et Lucy O'Brien

## Articles notables

### Fin du19esiècle
- "A Biographical Sketch of an Infant" (1877) – Charles Darwin
- "What is an Emotion?" (1884) – William James
- "What the Tortoise Said to Achilles" (1895) – Lewis Carroll

### Début du20esiècle
- "The Refutation of Idealism" (1903) – G. E. Moore
- "On Denoting" (1905) – Bertrand Russell
- "The Unreality of Time" (1908) – J. M. E. McTaggart
- "Does Moral Philosophy Rest on a Mistake?" (1912) – H. A. Prichard

### Milieu duXXesiècle
- "The Emotive Meaning of Ethical Terms" (1937) – Charles Leslie Stevenson
- "Studies in the Logic of Confirmation" (1945) – Carl G. Hempel
- "The Contrary-to-Fact Conditional" (1946) – Roderick M. Chisholm
- "Computing Machinery and Intelligence" (1950) – Alan Turing
- "On Referring" (1950) – P. F. Strawson (online)
- "Deontic Logic" (1951) – G. H. von Wright
- "The Identity of Indiscernibles" (1952) – Max Black
- "Evil and Omnipotence" (1955) – J. L. Mackie
- "Proper Names" (1958) – John Searle

### Fin du 20e siècle
- "On the Sense and Reference of a Proper Name" (1977) – John McDowell
- "Fodor's Guide to Mental Representation" (1985) – Jerry Fodor
- "The Humean Theory of Motivation" (1987) – Michael Smith
- "Can We Solve the Mind–Body Problem?" (1989) – Colin McGinn
- "Conscious Experience" (1993) – Fred Dretske
- "Language and Nature" (1995) – Noam Chomsky

- Liste des revues de philosophie
  - The monist